# Kîriivka, Sosnîțea
Kîriivka (în ucraineană Киріївка) este o comună în raionul Sosnîțea, regiunea Cernihiv, Ucraina, formată numai din satul de reședință.

## Demografie
Componența lingvistică a comunei Kîriivka
     Ucraineană (99,28%)
     Alte limbi (0,72%)
Conform recensământului din 2001, majoritatea populației comunei Kîriivka era vorbitoare de ucraineană (99,28%), existând în minoritate și vorbitori de alte limbi.